# Beugnies
Beugnies é uma comuna francesa na região administrativa de Altos da França, no departamento do Norte. Estende-se por uma área de 8.92 km². Em 2010 a comuna tinha 636 habitantes (densidade: 71,3 hab./km²).